# Cynoglossidae
Cynoglossidae é uma família de peixes actinopterígeos pertencentes à ordem Pleuronectiformes. O grupo surgiu no Eocénico.
Os cinoglossídeos ocorrem em zonas pouco profundas, junto de estuários em águas tropicais a sub-tropicais; há pelo menos 5 espécies que preferem ambientes fluviais. O achatamento do grupo faz-se pelo lado esquerdo. Os olhos dos cinoglossídeos têm a característica de estarem muito juntos. A barbatana caudal está unida às barbatanas dorsal e pélvica esquerda. A barbatana pélvica direita (do lado que assenta sobre o fundo) encontra-se muito reduzida e as barbatanas peitorais estão ausentes. O corpo dos cinoglossídeos é alongado.
O grupo inclui cerca de 110 espécies, classificadas em 3 géneros, muitas das quais com interesse económico para a indústria pesqueira.

## Géneros
- Cynoglossus
- Paraplagusia
- Symphurus